# Gabriel Vicaire
Compléments
Il cosigne certains ouvrages avec Henri Beauclair sous le pseudonyme collectif d’Adoré Floupette.
Gabriel Vicaire, né le 24 janvier 1848 à Belfort et mort le 24 septembre 1900 à Paris, est un écrivain et poète français. Il cosigne certains ouvrages avec Henri Beauclair sous le pseudonyme collectif d’Adoré Floupette,.

## Biographie
Gabriel Vicaire est le fils d'Alphonse Vicaire, receveur de l'administration et des domaines, et d’Élisa Pitet. Il est d'origine bugiste par ses aïeux Vicaire et Sirand, bressane aussi par son ascendance maternelle implantée à Pont-de-Veyle, Tournus et Saint-Trivier-de-Courtes, qu'il évoque, n'ayant pas encore 14 ans dans sa plus ancienne poésie connue avec ce refrain :
Chantez, chantez sous cet ombrage,

Petits oiseaux de Saint-Trivier,

Chantez car votre doux ramage

Dans mon cœur  a su pénétrer.
Il fait ses études au lycée de Bourg-en-Bresse, de 1860 à 1864, puis obtient son baccalauréat à Lyon en 1865 et est bachelier en droit en 1868. Il publia des poèmes à partir de 1868, dans diverses revues. 
Il est très proche de son cousin Georges Vicaire, qui a perdu son père en 1865, à l'âge de 11 ans. Gabriel Vicaire perd aussi ses parents assez jeune : il a 23 ans au décès de sa mère le 24 mars 1871 et 26 ans au décès  de son père le 3 octobre 1874. Avec son cousin Georges Vicaire, il hante les « Éclectiques », les « Hydropathes », « La Mère L'Oye ». Dans les salons et les  ateliers, ils s'attirent l'amitié de nombreux poètes, écrivains et artistes. 
Son recueil Émaux Bressans, paru en 1884, où il chante son amour de son pays, connaît un grand succès. En 1889, le jury de l'Exposition  prime sa cantate Quatre-vingt-neuf. En 1890 et en 1898, l'Académie française lui décerne son prix Archon-Despérouses. En 1892, il est fait chevalier de la Légion d'honneur pour ses « travaux très distingués ».
L'« exquise clarté » de ses vers est très appréciée des compositeurs de musique dont plus d'une centaine les ont choisis pour écrire leurs mélodies, duos, quatuors ou chœurs, notamment Büsser, Cuvillier, Jaques-Dalcroze, Reynaldo Hahn, Charles-Gaston Levadé, Moret, Paladilhe, Tiersot, Vidal, Widor…

## Hommages

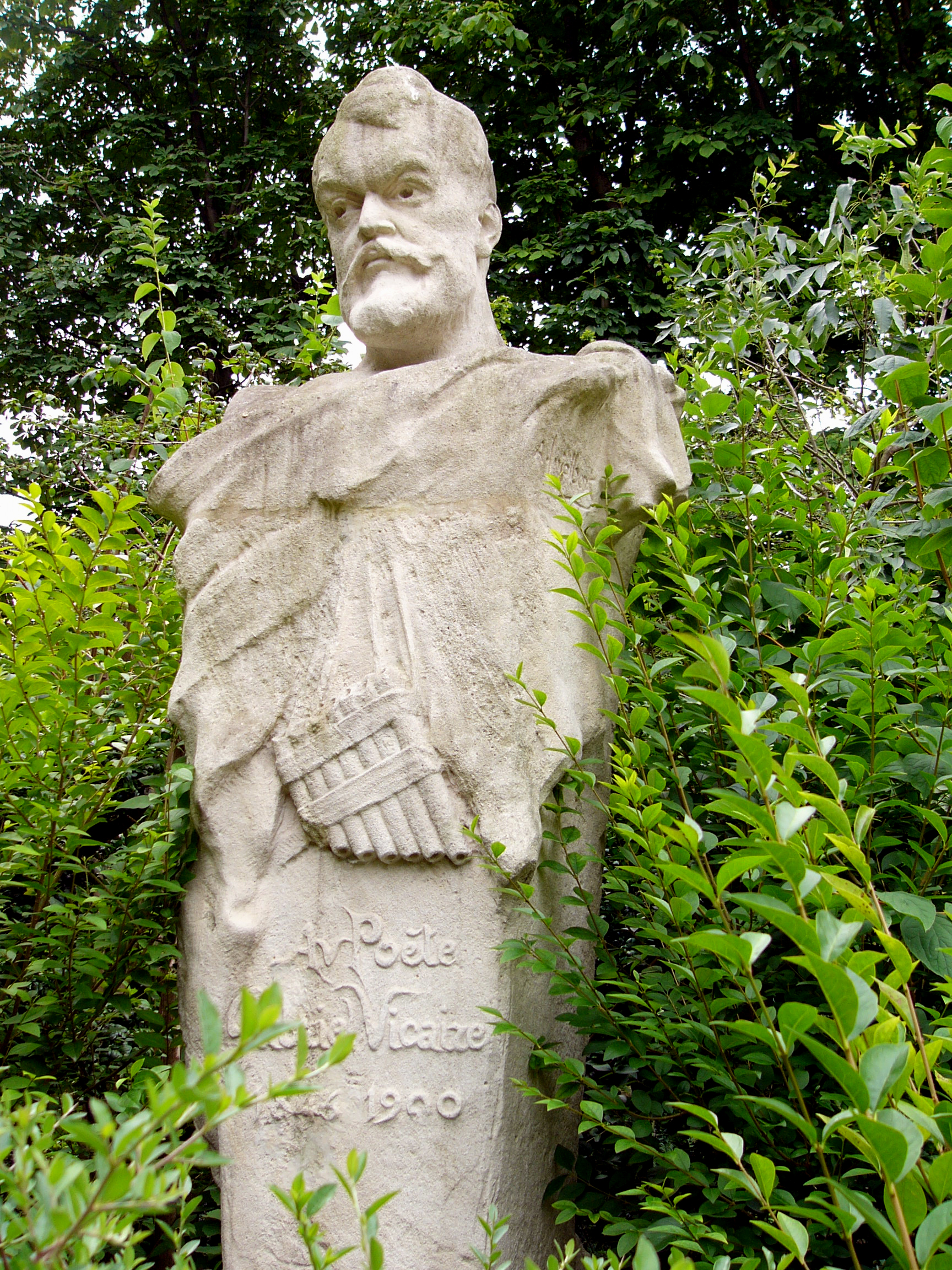
Une statue de Gabriel Vicaire dans les jardins du Luxembourg

Son nom a été donné à des rues de Paris, Lyon, Ambérieu-en-Bugey, Belfort, Pont-d'Ain, Ceyzériat, Perros-Guirec et Bourg-en-Bresse ; un square lui est dédié à Rennes. Un monument par Injalbert dans les jardins du Luxembourg à Paris côtoie celui de son ami Paul Verlaine, un médaillon par Pierre Lenoir à La Clarté en Perros-Guirec sur la « Roche des Poètes » en 1910 à côté de ceux de Charles Le Goffic et d'Anatole Le Braz, et des plaques commémoratives à Ambérieu-en-Bugey et Belfort ont été érigées en sa mémoire.

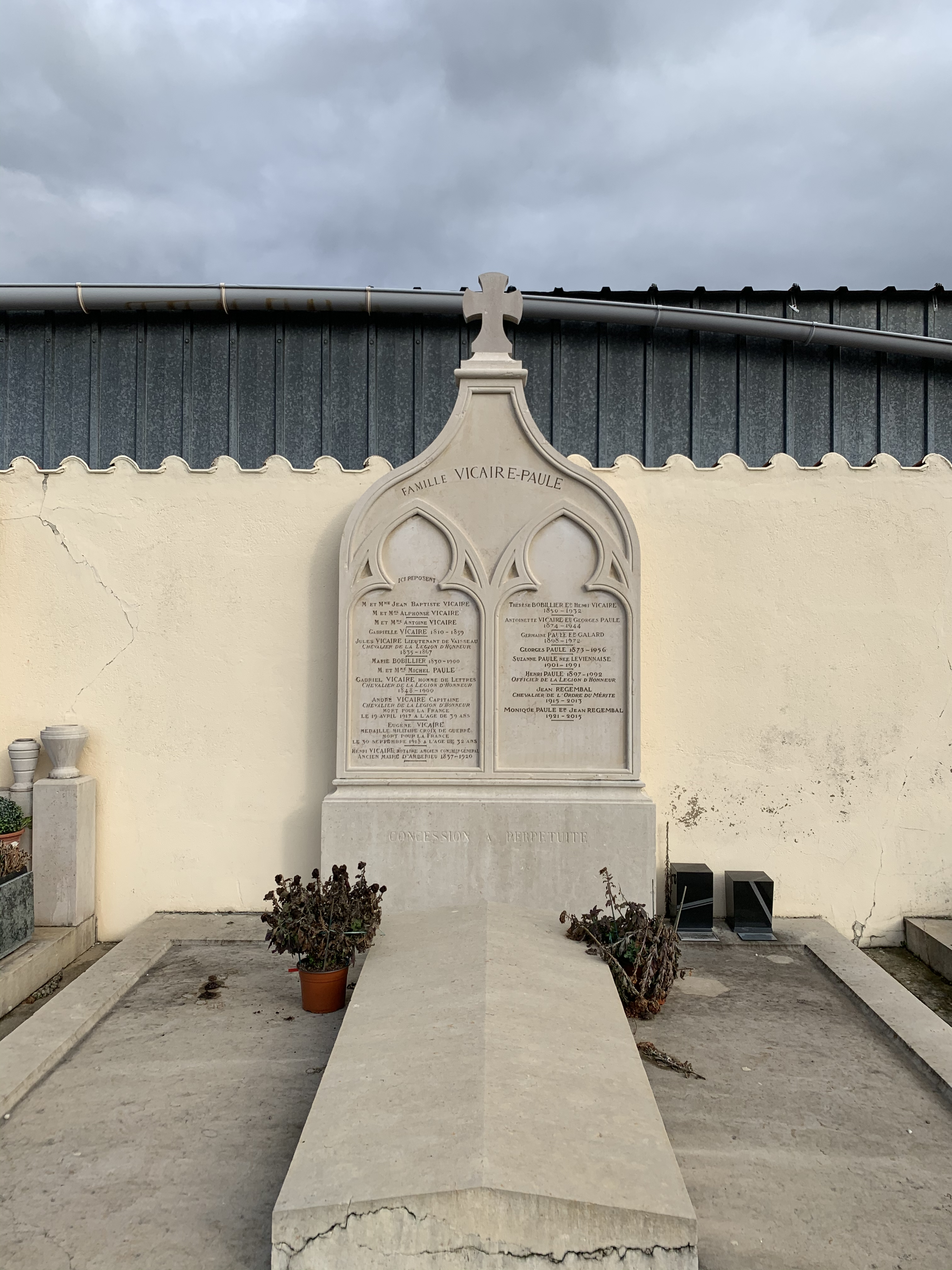
Tombe de Gabriel Vicaire.

Il est enterré à Ambérieu-en-Bugey.

## Ouvrages
- Le Livre de la Patrie (1882)
- Emaux Bressans (1884)
- Les Déliquescences, poèmes décadents d'Adoré Floupette, avec sa vie par Marius Tapora (1885)
- Miracle de Saint Nicolas (1888)
- L’Heure enchantée (1890)
- Fleurs d'Avril (en collaboration avec Jules Truffier, 1890)
- À la Bonne Franquette (1892)
- Au Bois Joli (1894)
- La Farce du Mari Refondu (en collaboration avec Jules Truffier, 1895)
- Le Clos des Fées (1897)
- Au pays des ajoncs, édition posthume par son cousin Georges Vicaire
- Le Sortilège ou Mary Morgane (1897)
- Études sur la poésie populaire. Légendes et traditions (1902), édition posthume par Georges Vicaire

## Pour approfondir

### Iconographie
En dehors du monument d'Injalbert et du médaillon en bronze de Pierre Lenoir, il existe d'autres effigies dessinées, peintes, gravées, ou sculptées par Bacque, Bourdin, F.A. Cazals, Gabrielli, Injalbert, Ad. Lalauze, F. Langlois, Adèle Lespinasse, Pézieux, Salaün et Marcel Vicaire.